# SAC-Schneeschuhtourenskala
Die SAC-Schneeschuhtourenskala ist eine vom SAC (Schweizer Alpen-Club) speziell für Schneeschuhtouren entwickelte Schwierigkeitsskala. Sie ist in sechs verschiedene Grade eingeteilt: WT1 (leichteste) bis WT6 (schwierigste), wobei «WT» für Wintertrekking steht. In der Schwierigkeitsbewertung wird die Länge der Touren nicht berücksichtigt. Für alle Touren sind gute Kenntnisse der Orientierungsmittel (Karte, Kompass, Höhenmesser oder GPS) und der Routenwahl nötig. Die diesbezüglichen Anforderungen sowie die Ernsthaftigkeit steigen in der Regel mit zunehmendem Schwierigkeitsgrad. Weiter wird für alle Touren (ausser WT1) die Mitnahme von Lawinenverschüttetensuchgerät (LVS), Lawinenschaufel und Lawinensonde empfohlen. Bei den Schwierigkeitsgraden handelt es sich um Richtwerte bei guten Schnee-, Witterungs- und Sichtverhältnissen und gilt nur für den mit Schneeschuhen zurückgelegten Weg.

## Skala
| Grad                                      | Gelände | Gefahren                                                                  | Anforderungen | Beispieltouren |
| WT1 Leichte Schneeschuhwanderung          | < 25°. Insgesamt flach oder wenig steil In der näheren Umgebung sind keine Steilhänge vorhanden                     | Keine Lawinengefahr Keine Abrutsch- oder Absturzgefahr                    | Lawinenkenntnisse nicht notwendig                                                                                           | Buffalora–Jufplaun; Goldau–Wildspitz; Zettenalp; La Lécherette–Mt. Chevreuil; Chasseron                                                                                |
| WT2 Schneeschuhwanderung                  | < 25°. Insgesamt flach oder wenig steil In der näheren Umgebung sind Steilhänge vorhanden                           | Lawinengefahr Keine Abrutsch- oder Absturzgefahr                          | Grundkenntnisse im Beurteilen der Lawinensituation                                                                          | Val S-charl (Talboden); Parpan–Churer Joch; Dreibündenstein; Realp–Tiefenbach; Hundsrügg; Solalex–Pas de Cheville; La Dôle; Alpe Casaccio–Campo Solario                |
| WT3 Anspruchsvolle Schneeschuhwanderung   | < 30°. Insgesamt wenig bis mässig steil Kurze steilere Passagen                                                     | Lawinengefahr Geringe Abrutschgefahr, kurze, auslaufende Rutschwege       | Grundkenntnisse im Beurteilen der Lawinensituation                                                                          | Munt Buffalora; Mattjisch Horn; Buochserhorn; Hengst (Schrattenflue); Turnen; Bürglen; Staldhorn; Croix de Javerne (N-Grat); Campo Solario–Passo del Sole–Cap. Cadagno |
| WT4 Schneeschuhtour                       | < 30°. Mässig steil Kurze steilere Passagen und/oder Hangtraversen. Teilweise felsdurchsetzt. Spaltenarme Gletscher | Lawinengefahr Abrutschgefahr mit Verletzungsrisiko. Geringe Absturzgefahr | Gute Kenntnisse im Beurteilen der Lawinensituation Gute Lauftechnik. Elementare alpinistische Kenntnisse                    | Piz Calderas; Schilt; Bannalp–Chaiserstuel; Hohgant; Steghorn; Wistätthorn; Col de Chaude–Rochers de Naye; Madrano–Föisc                                               |
| WT5 Alpine Schneeschuhtour                | < 35°. Steil Kurze steilere Passagen und/oder Hangtraversen und/oder Felsstufen. Gletscher                          | Lawinengefahr Absturzgefahr. Spaltensturzgefahr. Alpine Gefahren          | Gute Kenntnisse im Beurteilen der Lawinensituation Gute alpinistische Kenntnisse. Sicheres Gehen                            | Piz Kesch; Piz Buin; Sustenhorn; Wildstrubel; Wandflueh; Äbeni Flue; Strahlhorn; Pigne d’Arolla; Basodino                                                              |
| WT6 Anspruchsvolle alpine Schneeschuhtour | > 35°. Sehr steil Anspruchsvolle Passagen und/oder Hangtraversen und/oder Felsstufen. Spaltenreiche Gletscher       | Lawinengefahr Absturzgefahr. Spaltensturzgefahr. Alpine Gefahren          | Gute Kenntnisse im Beurteilen der Lawinensituation Sehr gute alpinistische Kenntnisse. Sicheres Gehen in Fels, Firn und Eis | Piz Palü; Tödi; Galenstock; Wetterhorn; Jungfrau; Mont Vélan; Pizzo Campo Tencia                                                                                       |

1. 1 2 3  steiler als die allgemein angegebene Steilheit

## Weitere SAC-Skalen
- SAC-Wanderskala
- SAC-Skitourenskala
- SAC-Berg- und Hochtourenskala
- SAC-Absicherungsskala